# Kessel von Gundestrup

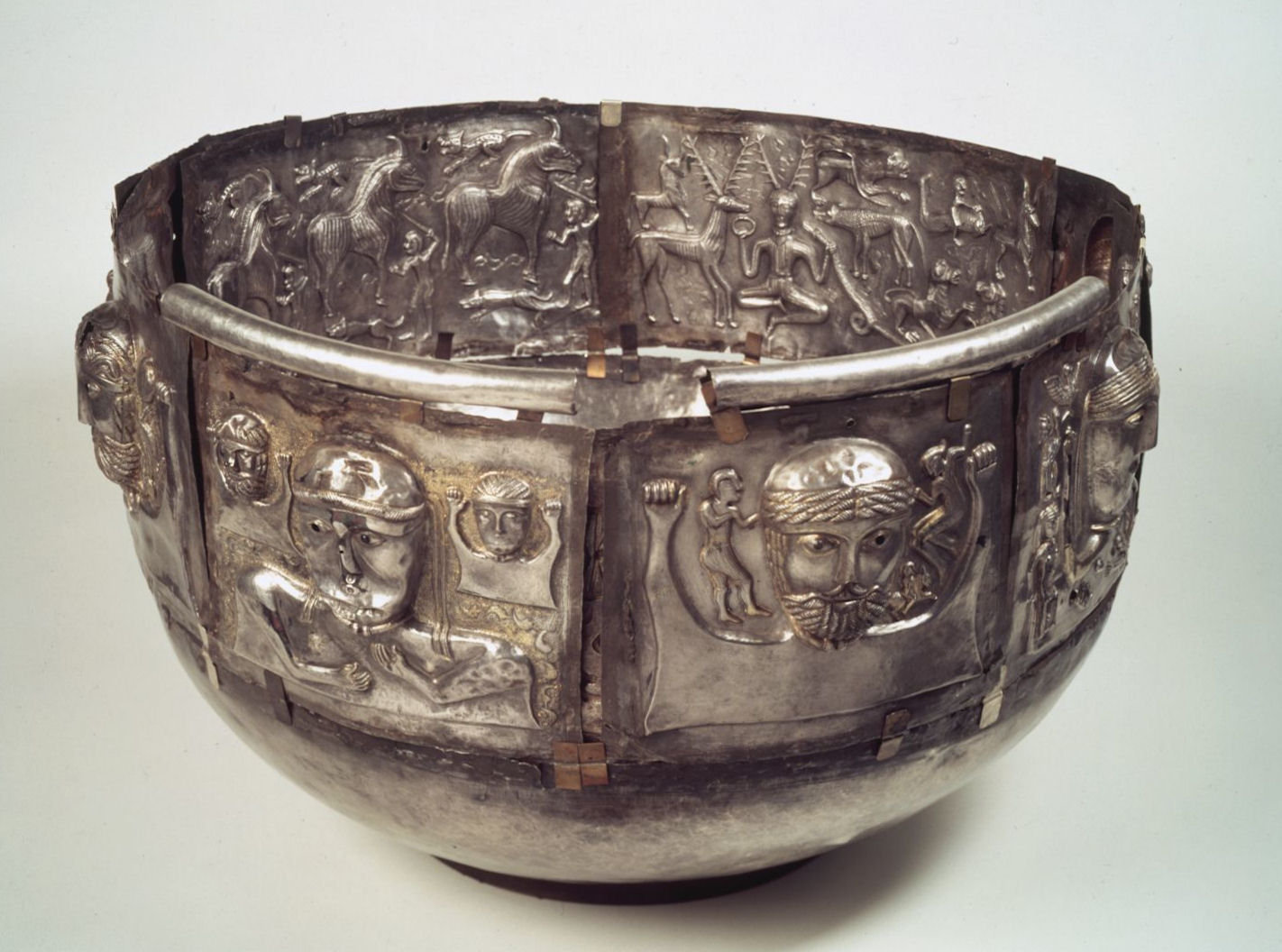
Der Kessel von Gundestrup

Der Kessel von Gundestrup (dänisch Gundestrupkarret) ist ein reich verzierter silberner Kessel aus der Latènezeit (5. bis 1. Jahrhundert v. Chr.) mit einem Durchmesser von 69 cm und einer Höhe von 42 cm. Er wurde 1891 im Rævemose (Fuchsmoor) gefunden, einem Torfmoor nahe Gundestrup nördlich des Borremose im jütländischen Himmerland in Dänemark. Er befindet sich heute im Dänischen Nationalmuseum in Kopenhagen.
Der Kessel ist ein Beispiel handwerklicher und künstlerischer Treibkunst. Der dekorative Schmuck der Platten des Kessels zeigt Darstellungen aus der keltischen Mythologie, Götterbilder und Rituale. Die Arbeit selber ist eher den Thrakern zuzuordnen, wobei allerdings mangels unmittelbarer Vergleichsstücke die Einordnung unsicher ist. Aufgrund der Materialwahl und durch Analyse des Bienenwachses, das an mehreren Stellen der Platten gefunden wurde, nimmt man inzwischen mit gewisser Sicherheit an, dass der Kessel ursprünglich aus dem Gebiet der unteren Donau oder vom oberen Balkan stammt. Demnach wurde die Herstellung zwar von Kelten beauftragt, aber von Thrakern durchgeführt.

## Entdeckung und Rekonstruktion
Der Kessel wurde demontiert und in einem trockenen Teil eines Torfmoores abgelegt, wo er 1891 wiedergefunden wurde. Während Sophus Müller noch davon ausging, dass der zerlegte Kessel sichtbar deponiert worden sei, wurde dies später aufgrund des guten Erhaltungszustandes des Eisens vom Kesselrand bezweifelt. Von den Platten, aus denen der Kessel zusammengesetzt war, sind dreizehn erhalten: eine runde, fünf längere Rechtecke und sieben kürzere Rechtecke. Ein weiteres kleineres Rechteck fehlt. Die Platten bestehen aus fast reinem Silber (97 %), einige Teile sind vergoldet. Der Kessel wurde vor der Deponierung absichtlich zerstört. Die Bildplatten und ein Randfragment lagen auf dem Kesselboden. Es fehlen ein Griff, eine vermutete achte äußere Platte und der größte Teil des Randes. Die Platten zeigen Abnutzungsspuren und andere Beschädigungen. 
Der dänische Archäologe Sophus Müller rekonstruierte den Kessel 1892 in seiner heutigen Form mit den fünf längeren Platten im Inneren, den sieben kürzeren an der Außenseite und der runden Platte als Boden. Er benannte die Platten nach den Nummern der Tafeln seiner Publikation als VI bis XIV. Im Jahr 1950 bezeichnete Ole Klindt-Jensen (1918–1980) die inneren Platten mit Großbuchstaben (A–E), die äußeren mit Kleinbuchstaben (a–g).

## Motive

### Bodenplatte
Die runde Bodenplatte wird von einem Stier dominiert. Über ihm befindet sich eine Frau (Göttin oder Priesterin?) mit Speer, offensichtlich im Begriff, den Stier zu töten. Ein Hund über dem Kopf des Stiers und ein weiterer unter seinen Hufen vervollständigen das Ensemble.

### Außenplatten

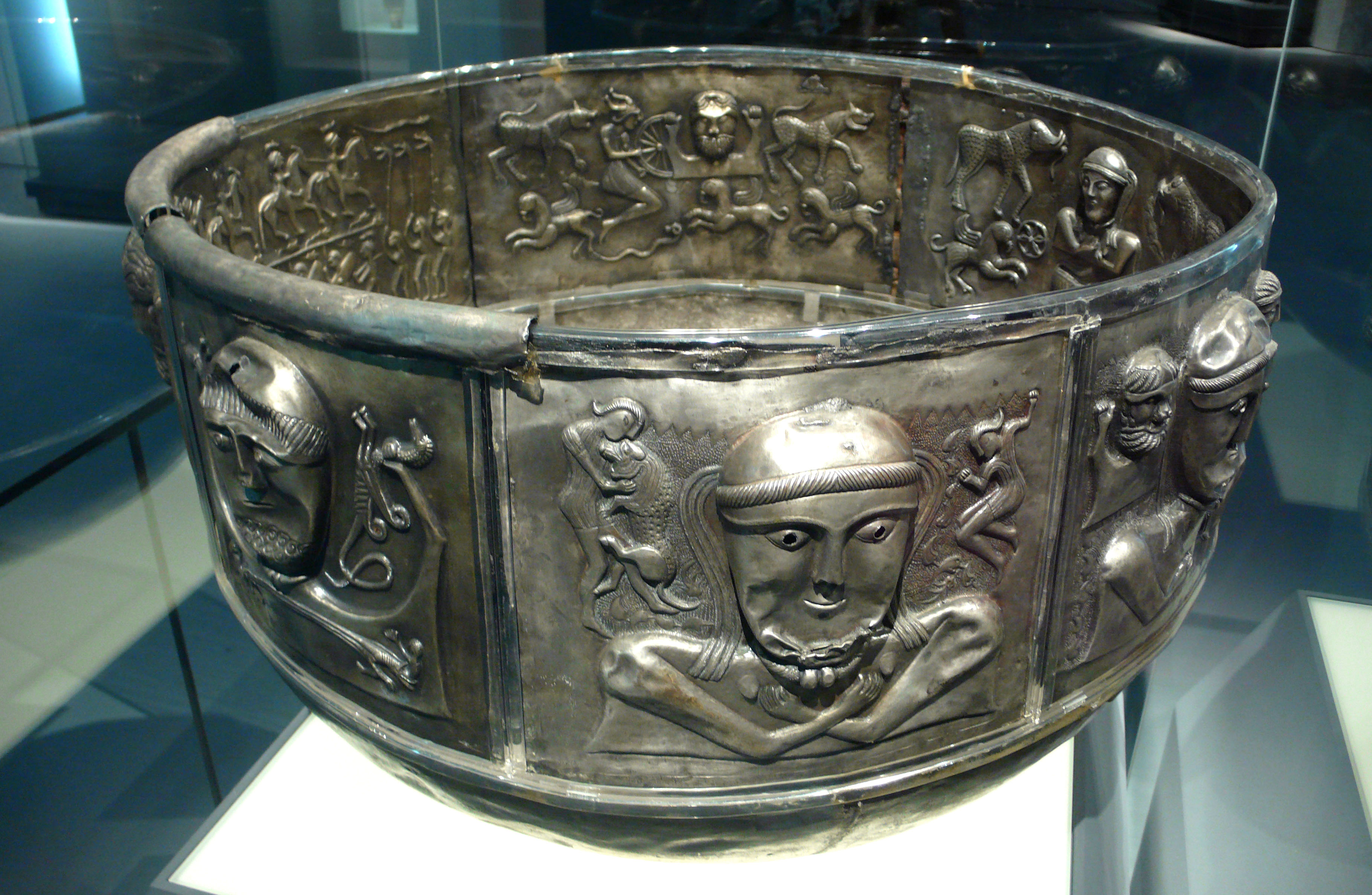
Außenplatte g mit Löwenkampf über der Schulter der weiblichen Büste

Auf jeder der sieben Außenplatten findet sich eine zentral gelegene Büste, die wohl eine Gottheit darstellt. Die Platten a bis d zeigen bärtige, männliche Figuren, die anderen drei offenbar weibliche.
- Auf Platte a hält der Bärtige in jeder Hand einen viel kleiner gestalteten Mann am Arm. Jeder der beiden greift nach oben zu einem kleinen Keiler. Unter den Füßen der Männer – also auf der Schulter des Gottes – sieht man links einen Hund und rechts ein geflügeltes Pferd.
- Der Gott auf Platte b hält in jeder Hand ein Seepferdchen oder einen Drachen. Er wurde mit dem irischen Meeresgott Manannan in Verbindung gebracht.
- Platte c zeigt einen Gott, der seine leeren Fäuste empor streckt. Auf seiner rechten Schulter befindet sich ein Mann in „boxender“ Position, auf der linken Schulter eine springende Figur mit einem Reiter darunter.
- Auf Platte d befindet sich ein bärtiger Gott, der in jeder Hand einen Hirsch am hinteren Ende hält.
- Die Göttin auf der Platte e ist flankiert von zwei kleineren männlichen Figuren.
- Auf Platte f hält die Göttin in ihrer aufgerichteten rechten Hand einen Vogel. Der linke Arm ist horizontal ausgerichtet und stützt oder trägt einen Mann und einen Hund, der auf dem Rücken liegt. Flankiert wird die Göttin von zwei Raubvögeln an jeder Seite ihres Kopfes. Ihr Haar wird gerade von einer kleinen Frau an ihrer rechten Seite geflochten.
- Die Arme der Göttin auf Platte g sind gekreuzt. Auf ihrer rechten Schulter findet sich eine Szene, in der ein Mann gegen einen Löwen kämpft, auf der linken wiederum eine springende Figur analog zu Platte c.

### Innere Platten

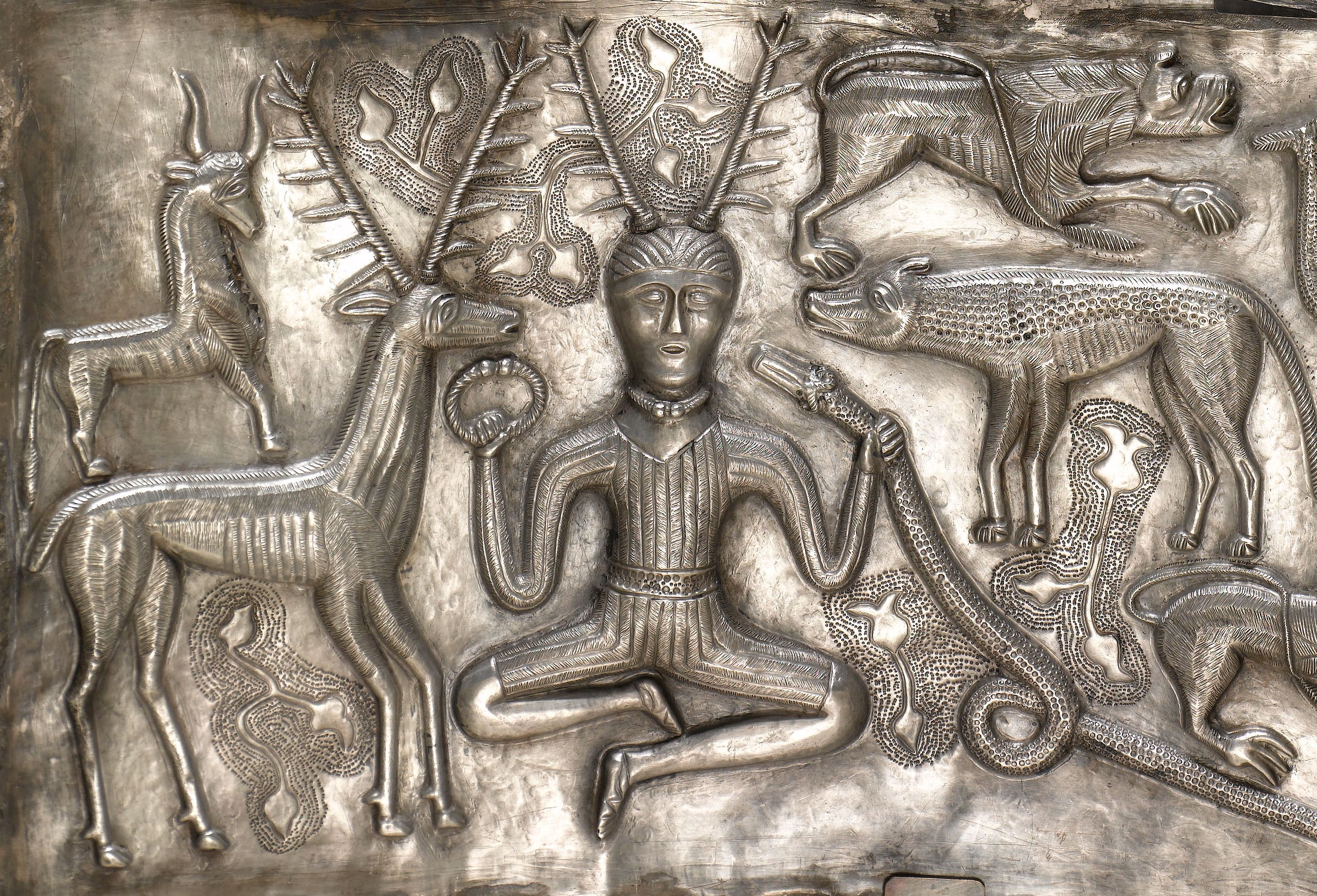
Sitzende Figur mit Gehörn, Halsband und Schlange in den Händen haltend. Ausschnitt der Innenseite

Auf den Innenplatten werden bärtige, männliche Figuren, bartlose, mit Brüsten ausgestattete, weibliche Figuren und Figuren ohne eindeutige Geschlechtsmerkmale dargestellt.
Platte AGehörnter Gott
Platte A zeigt zentral eine Figur mit Gehörn in sitzender Position, die vorzugsweise mit dem Gott Cernunnos identifiziert wird. Eine weitere mögliche Interpretation ist die Darstellung eines Schamanen, die man aus verschiedenen Abbildungen rezenter Völker auch mit ähnlichem „Kopfschmuck“ kennt. Dafür spricht auch die rituelle Körperhaltung, die für die Vorbereitung einer „schamanischen Seelenreise“ spricht. In der rechten Hand hält Cernunnos oder der Schamane einen Torques, in der linken eine gehörnte Schlange. Links sieht man einen Hirsch mit Geweih, sehr ähnlich dem des Gottes und mit dessen Geweih durch eine Blattranke verbunden. Weiter findet man rechts des Gottes andere Tiere: Hunde, Katzen, Rinder und eine menschliche Figur, die auf einem delfinähnlichen Fisch reitet. Die Szenerie wurde oft mit Pashupati, dem „Herrn der Tiere“ der Indus-Kultur, verglichen. Eine ähnliche Darstellung eines Mannes mit Schlange und Torques findet sich auf der keltischen Münze Tanzendes Männlein. Delfine fanden sich auch als Wandschmuck der Minoer und der Phönizier, so zum Beispiel in Qatna um 1200 v. Chr., wo offenbar kretische Maler engagiert wurden, um die Residenz des Stadtfürsten zu verschönern. Die Kleidung des Delfinreiters erinnert hingegen stark an dakische Funde. Die älteste Verbindung zu einer religiösen Vorstellung stellt jedoch das Grab einer Priesterin dar, die aus der rund 6000 Jahre alten Ertebølle-Kultur stammt. Ihr priesterlicher Schmuck bestand unter anderem aus dem Kopf eines Hirschfelles mit Geweih und verweist darauf, dass dieses Motiv bereits seit dem Mesolithikum in Nordeuropa bekannt war. Vergleichbare Felszeichnungen sind sowohl in Nordeuropa als auch in Asien entdeckt worden.
Platte BGöttin mit Rädern/Blumen
Hier findet sich eine Göttin, flankiert von zwei sechs-speichigen Rädern sowie mythischen Tieren: zwei elefantenähnliche Kreaturen und zwei Greife. Unter der Büste der Göttin liegt ein großer Hund.
Platte CZerbrochenes Rad
Platte C zeigt einen bärtigen Gott, der ein zerbrochenes Rad hält. Eine kleinere, springende Figur mit gehörntem Helm hält ebenfalls den Rand des Rades. Unter der springenden Figur befindet sich eine gehörnte Schlange. Die Gruppe wird von Elefanten und Greifen wie auf Platte B umgeben. Der Gott wurde als der irische Dagda identifiziert. Die Speichen des Rades sind asymmetrisch dargestellt, aber man kann von zwölf Speichen für das ganze Rad ausgehen – das würde Funden von Streitwagen-Begräbnissen entsprechen.
Platte DOpferung von Bullen
Platte D zeigt die Tötung von Bullen. Drei Bullen sind in einer Reihe dargestellt, der rechten Seite zugewandt. Jeweils ein Mann mit einem Schwert attackiert die Bullen. Unter ihren Hufen rennt je ein Hund nach rechts, über dem Rücken der Bullen finden sich drei Katzen, ebenfalls nach rechts gewandt und rennend.
Platte EInitiation von Kriegern
Auf Platte E ist offenbar ein Initiationsritus dargestellt. Auf der unteren Hälfte zieht ein Zug von Kriegern mit Speeren und Schildern und begleitet von Carnyx- und Luren-Bläsern nach links. An der linken Seite steht eine große Figur, die einen Mann in einen Kessel taucht. In der oberen Hälfte ziehen Krieger, nunmehr als Reiter und offensichtlich nach Bestehen der Initiation, vom Kessel weg. Interessanterweise findet sich in späteren keltischen Mythen das Motiv der Wiederauferstehung toter Krieger aus einem Kessel.

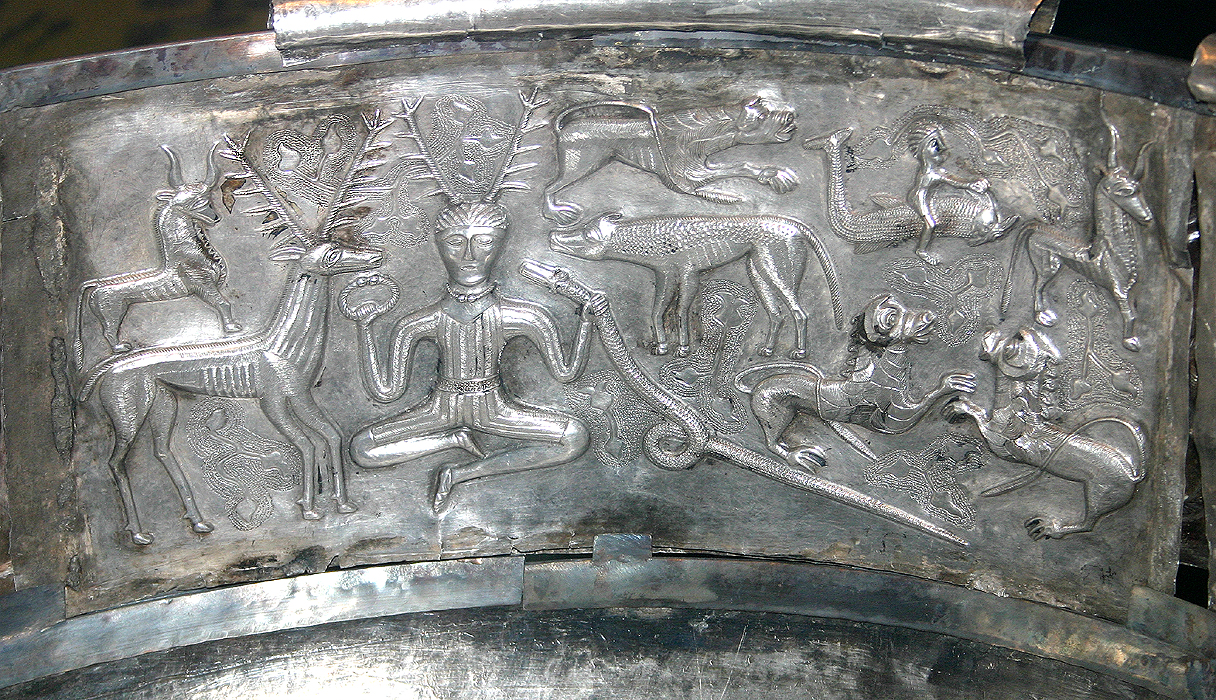
Darstellung des Cernunnos
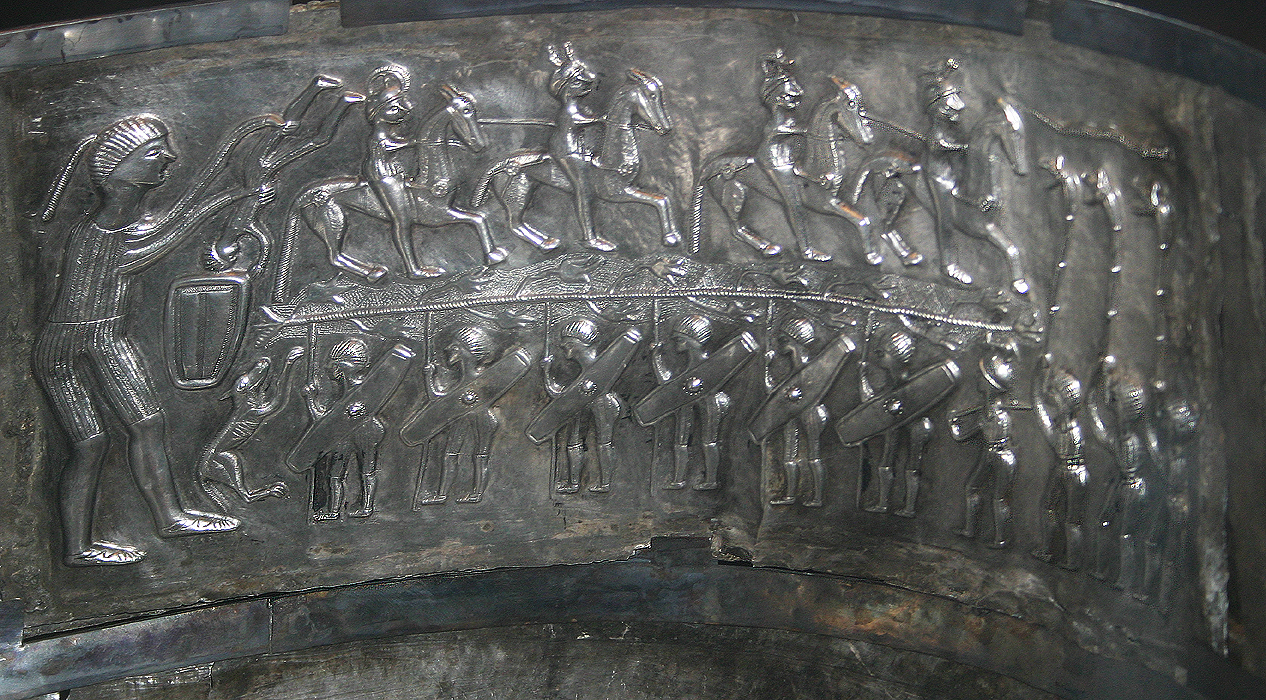
Initiation von Kriegern
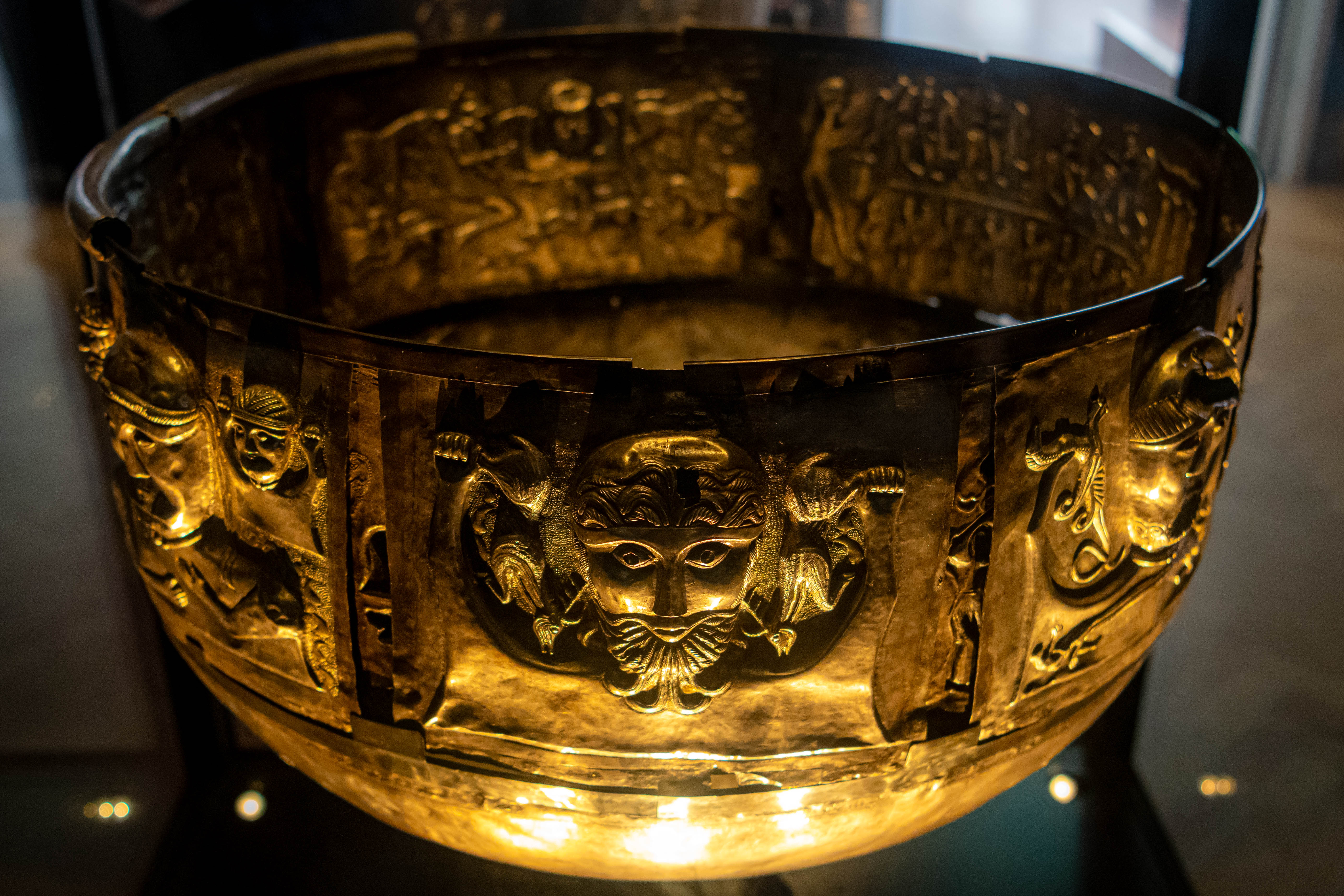
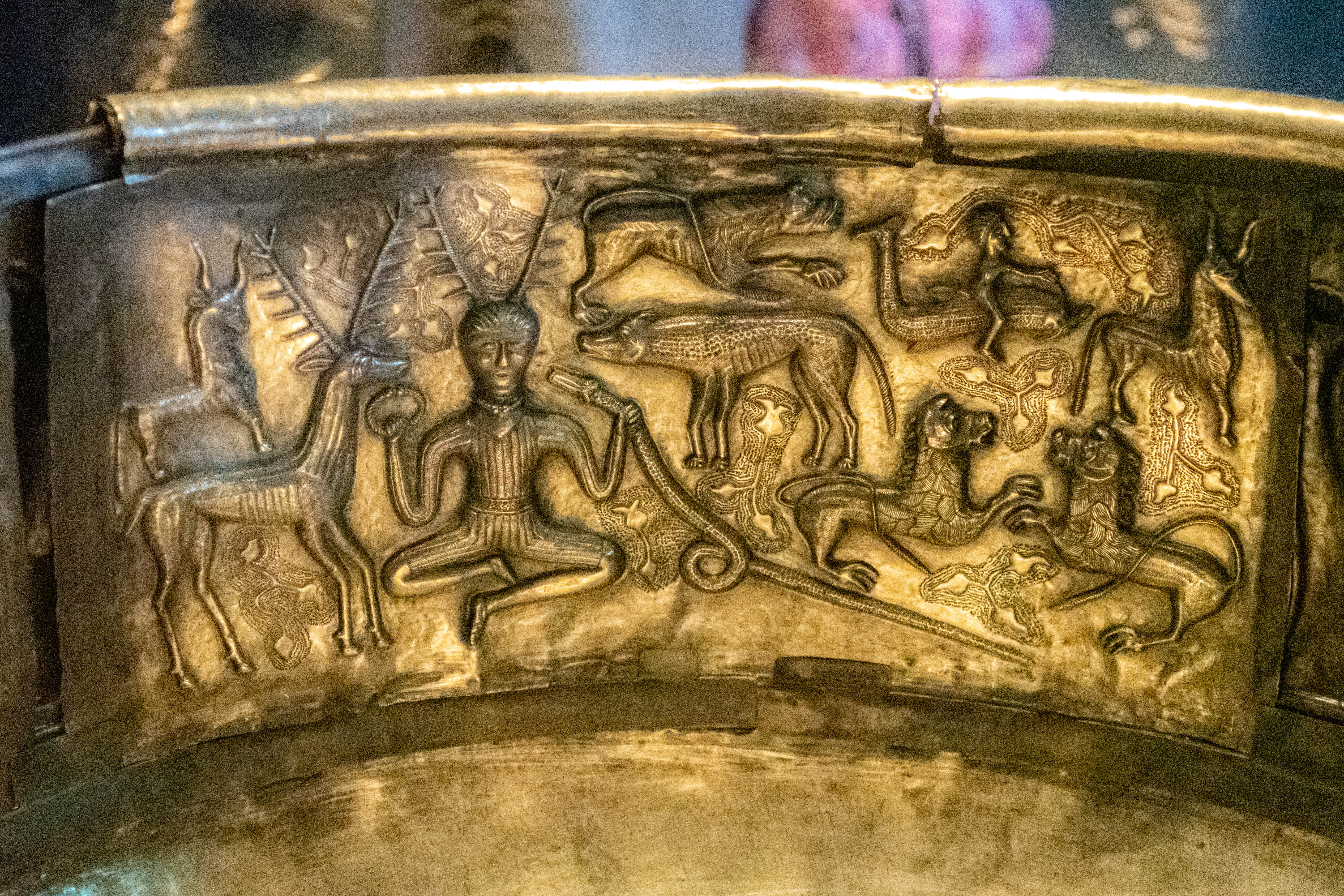
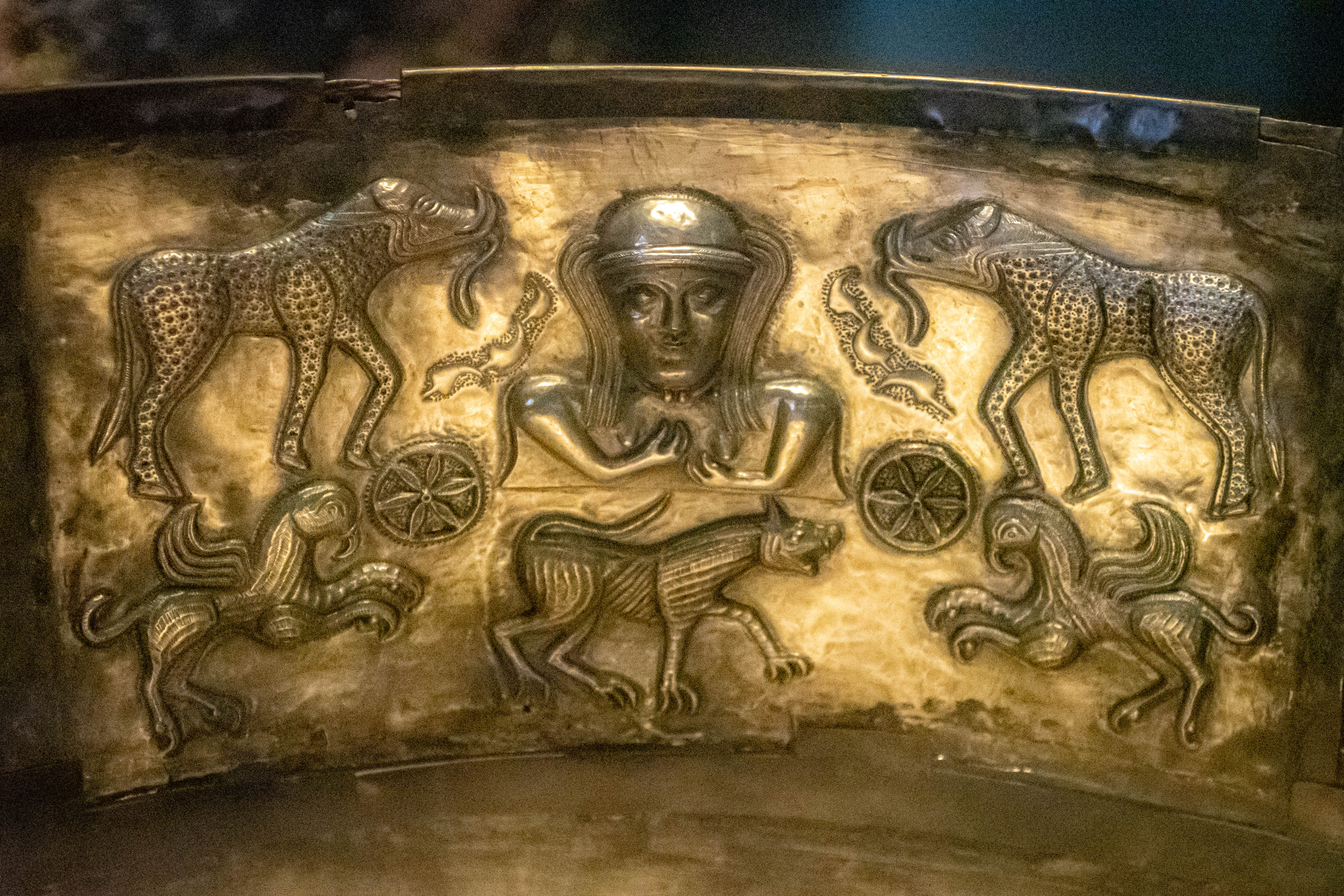
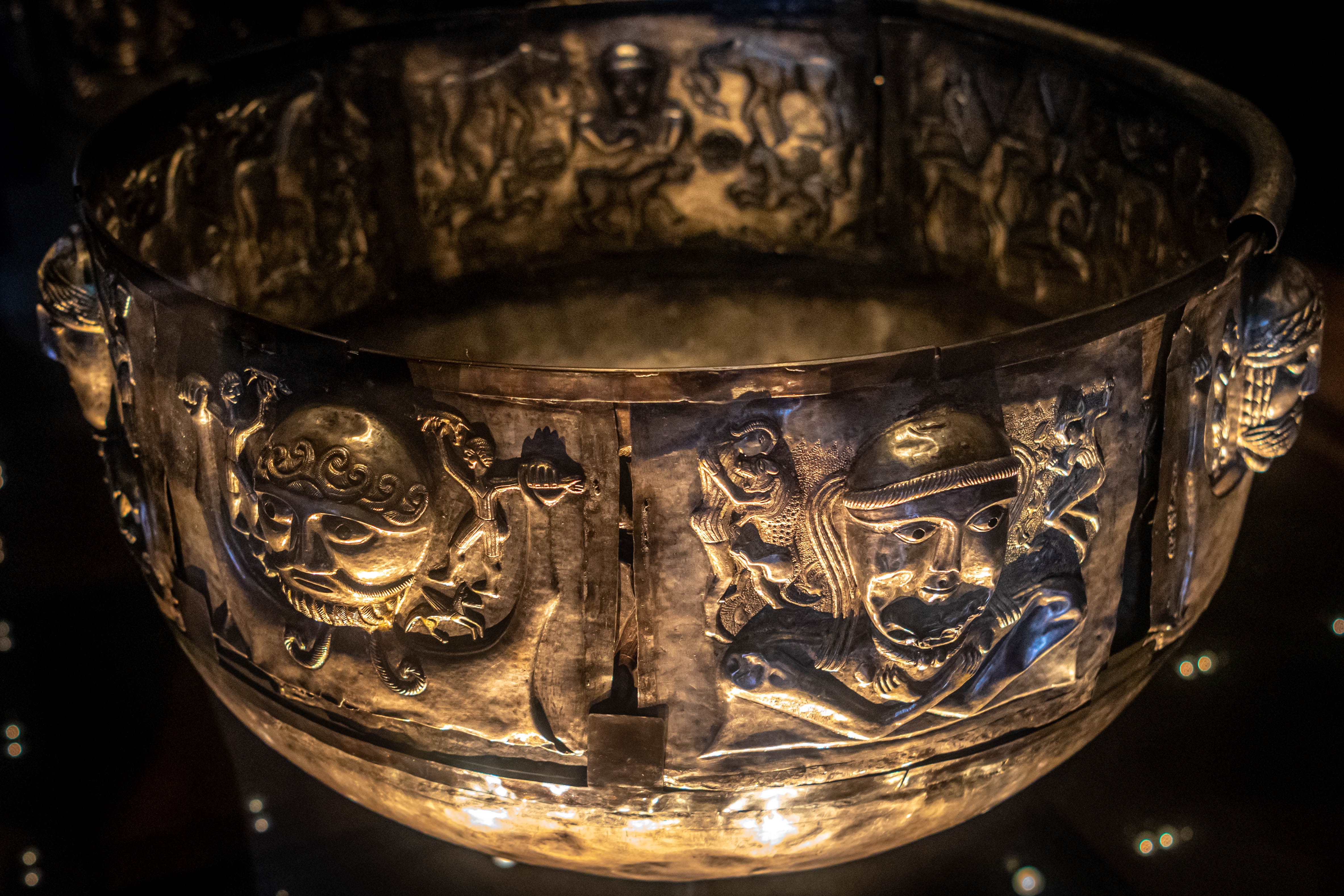

## Interpretation
Der Kessel von Gundestrup ist der größte bekannte Fund aus Silber der europäischen Eisenzeit. Der Stil und die Ausführung legen eine thrakische Entstehung nahe, die Bilderwelt ist jedoch wahrscheinlich im ganzen indogermanischem Raum sowie im Orient verbreitet. Das führte zu differierenden Theorien über den Ursprung des Kessels.
Anders Bergquist und Timothy Taylor nehmen an, dass der Kessel von einem thrakischen Handwerker angefertigt wurde, ihrer Meinung nach eventuell im Auftrag der keltischen Skordisker. Der Kessel könnte dann über die Kimbern, die um 120 v. Chr. den mittleren Donauraum (Nordwesten Bulgariens und Südwesten Rumäniens) durchzogen, nach Norden gekommen sein.
Dagegen hält Rolf Hachmann den Kessel für ein gallisches Produkt spätaugusteischer Zeit, und er wurde nach ihm in der älteren Kaiserzeit deponiert.
Olmsted interpretiert die Ikonographie als Prototyp der irischen Mythen des Táin Bó Cúailnge, dazu die gehörnte Figur des Cú Chulainn anstatt des Cernunnos. 
Peter-Röcher vertritt die These, dass der Kessel im Auftrag germanischer Bastarnen in einer thrakischen Werkstatt aus Silberplatten gefertigt wurde, die ursprünglich gar nicht für einen Kessel bestimmt waren.

## Weiteres
Eine Imitation des Gundestrupkessels stellt der wahrscheinlich Anfang des 20. Jahrhunderts hergestellte „Chiemsee-Kessel“ dar. 
Der Roman Der silberne Kessel von Charlotte Fondraz beschreibt eine Möglichkeit, wie der Kessel an die Fundstelle im Rævemose bei Gundestrup gelangte und dort deponiert wurde. Er liefert auch eine fiktive Erklärung für das Fehlen einer Außenplatte und mehrerer Randstücke.

## Belege
1. 1 2  S. Nielsen, J. Andersen, J. Baker, C. Christensen, J. Glastrup u. a.: The Gundestrup cauldron: New scientific and technical investigations. In: Acta Archaeologica. 76, 2005, S. 1–58. ISSN 0065-101X.
2. 1 2  Heidi Peter-Röcher: Der Silberkessel von Gundestrup – Ein Zeugnis keltischer Religion? In: Offa. Band 69/70. Wachholtz Verlag, Neumünster 2013, ISBN 978-3-529-01264-8, S. 189–199.
3. 1 2  Sophus Müller: Det Store Sølvkar fra Gundestrup i Jylland. In: Særtryk af Nordiske Fortidsminder. 1892.
4. ↑  Meinrad Maria Grewenig (Hrsg.): Die Kelten. Druiden, Fürsten, Krieger, Das Leben der Kelten in der Eisenzeit vor 2500 Jahren. Edition Völklinger Hütte im Springpunktverlag, Völklingen 2010, ISBN 978-3-89857-275-0, S. 270.
5. ↑  Thomas Rolleston: Druidism. In: Van James (Hrsg.): Spirit and Art. Pictures of the Transformation of Consciousness. Anthroposophic Press, Great Barrington MA 2001, ISBN 1-62151-089-1, Kapitel IV.2.
6. ↑  Nana Nauwald, Felicitas D. Goodman und Freunde: Ekstatische Trance. Rituelle Körperhaltungen und Ekstatische Trance. 4. Auflage. Binkey Kok, Haarlem (NL) 2010, ISBN 978-90-74597-81-4, S. 9–11, 18.
7. ↑  Rolf Hachmann: Gundestrup-Studien. In: Bericht der Römisch-Germanischen Kommission. Band 71, 1990, S. 566–903. Jan Bemmann, Güde Hahne: Ältereisenzeitliche Heiligtümer im nördlichen Europa nach den archäologischen Quellen. In: Heinrich Beck, Detlev Ellmers, Kurt Schier (Hrsg.): Germanische Religionsgeschichte. Quellen und Quellenprobleme (= Reallexikon der Germanischen Altertumskunde. Ergänzungsbände. Band 5). Gruyter, Berlin u. a. 1992, ISBN 3-11-012872-1, S. 29–68, hier S. 35 f.
8. ↑  Charlotte Fondraz: Der silberne Kessel. Weltbild, Augsburg 2022, ISBN 978-3-9850729-5-8.

Koordinaten: 56° 48′ 20,9″ N, 9° 34′ 45,9″ O